# Иванцы (Полтавская область)
Иванцы (укр. Іванці) — село, Хорольская городская община, Лубенский район, Полтавская область, Украина.
Код КОАТУУ — 5324885707. Население по переписи 2001 года составляло 43 человека.

## Географическое положение
Село Иванцы находится на правом берегу реки Богачка, ниже по течению на расстоянии в 1 км расположено село Запорожчино. Река в этом месте пересыхает, на ней сделана запруда. Рядом проходит автомобильная дорога М-03.

## История
Хутор приписан к Михайловской церкви в Ерковцах.
Село указано на трёхверстовке Полтавской области. Военно-топографическая карта.1869 года как хутор Иванцы.